# 12 месяцев. Новая сказка
«12 ме́сяцев. Но́вая ска́зка» — российский полнометражный художественный фильм-сказка 2015 года автора сценария и режиссёра Дениса Елеонского, снятый по мотивам пьесы-сказки «Двенадцать месяцев» советского писателя Самуила Маршака.
Премьера фильма в российском кинопрокате состоялась 19 февраля 2015 года.

## Сюжет
Супруги Лазаревы с 12-летней дочерью Лизой и её младшим братом Костиком отправляются отмечать Новый год в Моравию, в старинный чешский замок. Осмотревшись в замке и познакомившись с его обитателями, Лиза не испытывает особой радости от пребывания в нём, так как, кроме еды и выставки народного творчества, там нет никаких развлечений. Кроме того, Лиза недовольна отрывом от благ цивилизации, таких, как телевизор, интернет и любимые гаджеты.
На следующий день заскучавшая Лиза, погнавшись за деревянным шаром в тронном зале замка, переносится из нашего времени в сказочный мир — волшебное королевство, чей король находится в военном походе, а вместо него правит принцесса Анна, и где люди владеют магией. Лиза же в этом королевстве оказывается посудомойкой во дворце.
Лиза знакомится с Филиппом, находчивым и умным сыном местного лесоруба, и узнаёт от него древнюю легенду: сто лет назад в канун Нового года юная крестьянка внесла в королевский тронный зал корзину подснежников, собранных ею по приказу мачехи. И с тех пор в королевстве появилась ежегодная традиция преподносить принцессе подснежники в канун Нового года, 31 декабря, и только после этого наступает Новый год. Подснежники же выращивают в королевской оранжерее.
Но в этот раз наступление Нового года оказывается под угрозой: коварный и злой королевский советник Якоб в сговоре с ключницей замка Мартиной организовывают заговор. Они решают уничтожить все цветы в оранжерее, отменить Новый год, принцессу отправить в заточение, чтобы Якобу самому стать королём, а Мартине — придворным администратором. Своими чарами злодей Якоб останавливает время на дате 31 декабря.
Теперь, чтобы наступил Новый год, Лиза должна повторить подвиг легендарной крестьянки — принести капризной принцессе Анне из зимнего леса букет подснежников. И только тогда наступит Новый год, принцесса откроет вход в обычный мир и Лиза вернётся к родителям.
Лиза отправляется в заснеженный лес, где ей на помощь придут 12 волшебных месяцев.

## В ролях
- Ольга Налетова — Лиза, 12 лет
- Илья Бутковский — Филипп, сын местного лесоруба Яна
- Антон Юрьев — Лазарев, отец Лизы и Кости, муж Полины
- Анастасия Мельникова — Полина, мать Лизы и Кости
- Денис Ясик — Павел, распорядитель (администратор) замка
- Евгений Воскресенский — Якоб, королевский советник
- Юлия Такшина — Мартина, ключница в замке
- Валерий Толков — Леший
- Марина Иванова — принцесса Анна, 12 лет
- Никита Морозов — Костик, младший брат Лизы
- Наталия Елеонская — служанка в замке
- Андрей Федорцов — Сентябрь
- Андрей Леонов — Октябрь
- Юрий Гальцев — Ноябрь
- Богдан Ступка — Декабрь
- Денис Елисеев — Январь
- Даниил Меркулов — Февраль
- Дмитрий Гогу — Март
- Сергей Друзьяк — Апрель
- Родион Галюченко — Май
- Иван Кокорин — Июнь
- Один Ланд Байрон — Июль
- Владимир Кристовский — Август
- Игорь Калёнов — вредный маркиз

## Производство фильма
Старинный замок в фильме — чешский Замок Боузов (Моравия). Сцены в зимнем лесу снимали под городом Выборгом (Ленинградская область).
Автор сценария и режиссёр Денис Елеонский до этого не снимал детских художественных фильмов, но в 2014 году был редактором сценария анимационного фильма «Снежная королева 2. Перезаморозка».
Продюсер фильма Игорь Калёнов: «Те детские фильмы, которые я видел, создают впечатление, что либо у их авторов нет детей, либо они не замечают, что сейчас предпочитают дети из зарубежного контента. Надеюсь, мы своим примером показали, что можно за разумные деньги сделать прекрасное фэнтези, главное, чтобы были фантазия и вкус у авторов картины».
Роль месяца Декабря в фильме стала последней киноработой народного артиста СССР Богдана Ступки, умершего 22 июля 2012 года. Фильм вышел в прокат почти через три года после его смерти.

## Прокат
Премьера фильма «12 месяцев. Новая сказка» состоялась 19 февраля 2015 года. В кинотеатрах страны лента заработала 33,6 млн рублей (489 тыс. долл.), из которых 25 млн рублей было собрано за первые четыре дня проката, и стал самым кассовым фильмом кинокомпании «Люксор» в 2015 году. При этом, по словам продюсера, у компании были сложности в договорённостях с показчиками. Отмечалось, что неплохо востребовано было и музыкальное видео из фильма. Права на официальную международную дистрибуцию фильма были приобретены канадской компанией Attraction Distribution.

## Участие в фестивалях, награды, рейтинги
- 2015 — фильм «12 месяцев. Новая сказка» стал победителем в номинации «Лучший полнометражный игровой фильм» в российской программе II Международного фестиваля детского и семейного кино «Ноль Плюс» в Тюмени и Тобольске (30 ноября — 6 декабря 2015 года)[7].
- 2016 — фильм был показан на XXIII Международном детском кинофестивале «Алые паруса» в Артеке.
- 2016 — фильм участвовал в специальной программе детского кино на 38-м Московском международном кинофестивале[8].
- 2016 — по версии белорусского телеканала «Столичное телевидение» (СТВ) фильм вошёл в Топ-10 фильмов про Рождество и Новый год, которые вышли на большие экраны за последние пять лет[9].
- 2017 — фильм стал единственным российским участником конкурсной программы Международного кинофестиваля в Стокгольме (Stockholms Filmfestival Junior) (Швеция)[10].